# جایزه بزرگ موناکو ۲۰۲۱
جایزه بزرگ موناکو ۲۰۲۱ (به انگلیسی: 2021 Monaco Grand Prix، به فرانسوی: Grand Prix automobile de Monaco 2021؛ نام رسمی: Formula 1 Grand Prix De Monaco 2021)پنجمین جایزه بزرگ از ۲۳ جایزه بزرگ فصلِ ۲۰۲۱ فرمول یک است که در پیست موناکو، مونت‌کارلو، موناکو برگزار می‌شود. این جایزه بزرگ یک جایزه بزرگ موناکو است.
همچنین این مسابقه اولین مسابقه‌ای از چند سال اخیر است که درآن ردبول ریسینگ پیشتاز امتیازها شد.

## زمینه
تیم مک‌لارن در این جایزه بزرگ از طرح خاصی استفاده می‌کند که با طرح اصلی ماشین تفاوت بسیار دارد.همچنین تیم ویلیامز می‌نویسد که هر یک از افراد تیم چند مسابقه را با تیم داده‌اند.

### لاستیک‌ها
به دلیل شهری بودن پیست، و کوتاه بودن مسابقه و پیست ترکیب تایر نرم برای این مسابقه توسط پیرلی انتخاب شد.
| آب و هوا | مخصوص آب و هوای خشک | مخصوص آب و هوای خشک | مخصوص آب و هوای خشک | مخصوص آب و هوای بارانی  | مخصوص آب و هوای بارانی |
| -------- | ------------------- | ------------------- | ------------------- | ----------------------- | ---------------------- |
| تصویر    | لاستیک هارد C5      | لاستیک هارد C5      | لاستیک هارد C5      | لاستیک هارد C5          | لاستیک هارد C5         |
| نام      | هارد                | میدیوم              | سافت                | اینترمدیت (نیمه بارانی) | اینترمدیت (بارانی)     |
| ترکیب    | ترکیب تایر نرم      | ترکیب تایر نرم      | ترکیب تایر نرم      | ترکیب تایر نرم          | ترکیب تایر نرم         |

### جدول زمانی
| نوع مرحله | نام مرحله | روز مرحله | روز مرحله | زمان  |
| نوع مرحله | نام مرحله | هفتگی     | تاریخی    | زمان  |
| --------- | --------- | --------- | --------- | ----- |
| تمرین     | تمرین ۱   | پنجشنبه   | ۲۰ مه     | ۱۴:۰۰ |
| تمرین     | تمرین ۲   | پنجشنبه   | ۲۰ مه     | ۱۷:۳۰ |
| تمرین     | تمرین ۳   | شنبه      | ۲۲ مه     | ۱۴:۳۰ |
| تعیین خط  | تعیین خط  | شنبه      | ۲۲ مه     | ۱۷:۳۰ |
| مسابقه    | مسابقه    | یک‌شنبه    | ۲۳ مه     | ۱۷:۳۰ |

## تمرین‌ها
| تمرین ۱       | تمرین ۱ | تمرین ۱ | [ ۶ ] [ ۷ ] |
| زمان          | زمان | راننده | رده |
| فاصله         | زمان | راننده | رده |
| ------------- | --- | --- | --- |
|               | ۱:۱۲٫۴۸۷ | سرجیو پرز | ۱ |
| +۰٫۱۱۹        | ۱:۱۲٫۶۰۶ | کارلوس ساینز | ۲ |
| +۰٫۱۶۱        | ۱:۱۲٫۶۴۸ | مکس ورشتپن | ۳ |
| توضیحات بیشتر | چارلز لکلرک در دور چهارم دچار خرابی گیربکس شد. | چارلز لکلرک در دور چهارم دچار خرابی گیربکس شد. | چارلز لکلرک در دور چهارم دچار خرابی گیربکس شد. |
| تمرین ۲       | تمرین ۲ | تمرین ۲ | [ ۸ ] [ ۹ ] |
| زمان          | زمان | راننده | رده |
| فاصله         | زمان | راننده | رده |
|               | ۱:۱۱٫۶۸۴ | چارلز لکرک | ۱ |
| +۰٫۱۱۲        | ۱:۱۱٫۷۹۶ | کارلوس ساینز | ۲ |
| +۰٫۳۹۰        | ۱:۱۲٫۰۷۴ | لوییس همیلتون | ۳ |
| توضیحات بیشتر | میک شوماخر در پیچ ۳ با دیواره پیست برخورد کرد و پرچم قرمز فعال شد. بعد پرچم قرمز تیم‌ها تصمیم گرفتند دیگر مرحله را ادامه ندهند.                                                                       | میک شوماخر در پیچ ۳ با دیواره پیست برخورد کرد و پرچم قرمز فعال شد. بعد پرچم قرمز تیم‌ها تصمیم گرفتند دیگر مرحله را ادامه ندهند.                                                                       | میک شوماخر در پیچ ۳ با دیواره پیست برخورد کرد و پرچم قرمز فعال شد. بعد پرچم قرمز تیم‌ها تصمیم گرفتند دیگر مرحله را ادامه ندهند.                                                                       |
| تمرین ۳       | تمرین ۳ | تمرین ۳ | [ ۱۰ ] [ ۱۱ ] |
| زمان          | زمان | راننده | رده |
| فاصله         | زمان | راننده | رده |
|               | ۱:۱۱٫۲۹۴ | مکس ورشتپن | ۱ |
| +۰٫۰۴۷        | ۱:۱۱٫۳۴۱ | کارلوس ساینز | ۲ |
| +۰٫۲۵۸        | ۱:۱۱٫۵۵۲ | چارلز لکرک | ۳ |
| توضیحات بیشتر | نیکلاس لطیفی و میک شوماخر در اواخر مرحله تصادف کردند. اول لطیفی تصادف کرد پرچم قرمز فعال شد. کمی بعد هم شوماخر تصادف کرد. بعد از تصادف شوماخر تیم‌ها دیگر مرحله را شروع نکردند و مرحله به اتمام رسید. | نیکلاس لطیفی و میک شوماخر در اواخر مرحله تصادف کردند. اول لطیفی تصادف کرد پرچم قرمز فعال شد. کمی بعد هم شوماخر تصادف کرد. بعد از تصادف شوماخر تیم‌ها دیگر مرحله را شروع نکردند و مرحله به اتمام رسید. | نیکلاس لطیفی و میک شوماخر در اواخر مرحله تصادف کردند. اول لطیفی تصادف کرد پرچم قرمز فعال شد. کمی بعد هم شوماخر تصادف کرد. بعد از تصادف شوماخر تیم‌ها دیگر مرحله را شروع نکردند و مرحله به اتمام رسید. |

## تعیین خط
| جایگاه | راننده            | شماره | سازنده             | زمان‌ها    | زمان‌ها    | زمان‌ها    |
| جایگاه | راننده            | شماره | سازنده             | Q1        | Q2        | Q3        |
| ------ | ----------------- | ----- | ------------------ | --------- | --------- | --------- |
| ۱      | شارل لکلرک        | ۱۶    | فراری              | ۱:۱۱٫۱۱۳  | ۱:۱۰٫۵۹۷  | ۱:۱۰٫۳۴۶  |
| ۲      | مکس ورستاپن       | ۳۳    | ردبول ریسینگ-هوندا | ۱:۱۱٫۱۲۴  | ۱:۱۰٫۶۵۰  | ۱:۱۰٫۵۷۶  |
| ۳      | والتری بوتاس      | ۷۷    | مرسدس              | ۱:۱۰٫۹۳۸  | ۱:۱۰٫۶۹۵  | ۱:۱۰٫۶۰۱  |
| ۴      | کارلوس ساینز      | ۵۵    | فراری              | ۱:۱۱٫۳۲۴  | ۱:۱۰٫۸۰۶  | ۱:۱۰٫۶۱۱  |
| ۵      | لاندو نوریس       | ۴     | مک‌لارن-مرسدس       | ۱:۱۱٫۳۲۱  | ۱:۱۱٫۰۳۱  | ۱:۱۰٫۶۲۰  |
| ۶      | پیر گسلی          | ۱۰    | آلفاتاوری-هوندا    | ۱:۱۱٫۵۶۰  | ۱:۱۱٫۱۷۹  | ۱:۱۰٫۹۰۰  |
| ۷      | لوییس همیلتون     | ۴۴    | مرسدس              | ۱:۱۱٫۶۲۲  | ۱:۱۱٫۱۱۶  | ۱:۱۱٫۰۹۵  |
| ۸      | سباستین فتل       | ۵     | استون مارتین-مرسدس | ۱:۱۲٫۰۷۸  | ۱:۱۱٫۳۰۹  | ۱:۱۱٫۴۱۹  |
| ۹      | سرجیو پرز         | ۱۱    | ردبول ریسینگ-هوندا | ۱:۱۱٫۶۴۴  | ۱:۱۱٫۰۱۹  | ۱:۱۱٫۵۷۳  |
| ۱۰     | آنتونیو جوویناتزی | ۹۹    | آلفارومئو-فراری    | ۱:۱۱٫۶۵۸  | ۱:۱۱٫۴۰۹  | ۱:۱۱٫۷۷۹  |
| ۱۱     | استابان اوکون     | ۳۱    | آلپاین-رنو         | ۱:۱۱٫۷۴۰  | ۱:۱۱٫۴۸۶  | —         |
| ۱۲     | دنیل ریکیاردو     | ۳     | مک‌لارن-مرسدس       | ۱:۱۱٫۷۴۷  | ۱:۱۱٫۵۹۸  | —         |
| ۱۳     | لانس استرول       | ۱۸    | استون مارتین-مرسدس | ۱:۱۱٫۹۷۹  | ۱:۱۱٫۶۰۰  | —         |
| ۱۴     | کیمی رایکونن      | ۷     | آلفارومئو-فراری    | ۱:۱۱٫۸۹۹  | ۱:۱۱٫۶۴۲  | —         |
| ۱۵     | جورج راسل         | ۶۳    | ویلیامز-مرسدس      | ۱:۱۲٫۰۱۶  | ۱:۱۱٫۸۳۰  | —         |
| ۱۶     | یوکی سونودا       | ۲۲    | آلفاتاوری-هوندا    | ۱:۱۲٫۰۹۶  | —         | —         |
| ۱۷     | فرناندو آلونسو    | ۱۴    | آلپاین-رنو         | ۱:۱۲٫۲۰۵  | —         | —         |
| ۱۸     | نیکلاس لطیفی      | ۶     | ویلیامز-مرسدس      | ۱:۱۲٫۳۶۶  | —         | —         |
| ۱۹     | نیکیتا مازپین     | ۹     | هاس-فراری          | ۱:۱۲٫۹۵۸  | —         | —         |
| -      | میک شوماخر        | ۴۷    | هاس-فراری          | بدون زمان | بدون زمان | بدون زمان |

## مسابقه
| جایگاه                                                  | شماره | راننده            | سازنده             | دور | زمان        | امتیاز |
| ------------------------------------------------------- | ----- | ----------------- | ------------------ | --- | ----------- | ------ |
| ۱                                                       | ۳۳    | مکس ورستاپن       | ردبول ریسینگ-هوندا | ۷۸  | ۱:۳۸:۵۶٫۸۲۰ | ۲۵     |
| ۲                                                       | ۵۵    | کارلوس ساینز      | فراری              | ۷۸  | ۸٫۹۶۸+      | ۱۸     |
| ۳                                                       | ۴     | لاندو نوریس       | مک‌لارن-مرسدس       | ۷۸  | ۱۹٫۴۲۷+     | ۱۵     |
| ۴                                                       | ۱۱    | سرجیو پرز         | ردبول ریسینگ-هوندا | ۷۸  | ۲۰٫۴۹۰+     | ۱۲     |
| ۵                                                       | ۵     | سباستین فتل       | استون مارتین-مرسدس | ۷۸  | ۵۳٫۵۹۱+     | ۱۰     |
| ۶                                                       | ۱۰    | پیر گسلی          | آلفاتاوری-هوندا    | ۷۸  | ۵۳٫۸۹۶+     | ۸      |
| ۷                                                       | ۴۴    | لوییس همیلتون     | مرسدس              | ۷۸  | ۱:۰۸٫۲۳۱+   | ۶      |
| ۸                                                       | ۱۸    | لانس استرول       | استون مارتین-مرسدس | ۷۷  | +۱ دور      | ۴      |
| ۹                                                       | ۳۱    | استابان اوکون     | آلپاین-رنو         | ۷۷  | +۱ دور      | ۲      |
| ۱۰                                                      | ۹۹    | آنتونیو جوویناتزی | آلفارومئو-فراری    | ۷۷  | +۱ دور      | ۱      |
| ۱۱                                                      | ۷     | کیمی رایکونن      | آلفارومئو-فراری    | ۷۷  | +۱ دور      |        |
| ۱۲                                                      | ۳     | دنیل ریکیاردو     | مک‌لارن-مرسدس       | ۷۷  | +۱ دور      |        |
| ۱۳                                                      | ۱۴    | فرناندو آلونسو    | آلپاین-رنو         | ۷۷  | +۱ دور      |        |
| ۱۴                                                      | ۶۳    | جورج راسل         | ویلیامز-مرسدس      | ۷۷  | +۱ دور      |        |
| ۱۵                                                      | ۶     | نیکلاس لطیفی      | ویلیامز-مرسدس      | ۷۷  | +۱ دور      |        |
| ۱۶                                                      | ۲۲    | یوکی سونودا       | آلفاتاوری-هوندا    | ۷۷  | +۱ دور      |        |
| ۱۷                                                      | ۹     | نیکیتا مازپین     | هاس-فراری          | ۷۵  | +۳ دور      |        |
| ۱۸                                                      | ۴۷    | میک شوماخر        | هاس-فراری          | ۷۵  | +۳ دور      |        |
| ب.                                                      | ۷۷    | والتری بوتاس      | مرسدس              | ۲۹  |             |        |
| ع.ش.                                                    | ۱۶    | شارل لکلرک        | فراری              | ۰   |             |        |
| سریع‌ترین دور: لوئیس همیلتون (مرسدس) – ۱:۱۲٫۹۰۹ (دور ۶۹) |       |                   |                    |     |             |        |

## رده‌بندی قهرمانی پس از مسابقه
جدول رده‌بندی قهرمانی رانندگان
| ت. ج | جایگاه | راننده        | امتیازات |
| ---- | ------ | ------------- | -------- |
| ۱    | ۱      | مکس ورستاپن   | ۱۰۵      |
| ۱    | ۲      | لوئیس همیلتون | ۱۰۱      |
| ۱    | ۳      | لاندو نوریس   | ۵۶       |
| ۱    | ۴      | والتری بوتاس  | ۴۷       |
| ۱    | ۵      | سرجیو پرز     | ۴۴       |

جدول رده‌بندی قهرمانی سازندگان
| ت. ج | جایگاه | راننده             | امتیازات |
| ---- | ------ | ------------------ | -------- |
| ۱    | ۱      | ردبول ریسینگ-هوندا | ۱۴۹      |
| ۱    | ۲      | مرسدس              | ۱۴۸      |
|      | ۳      | مک‌لارن-مرسدس       | ۸۰       |
|      | ۴      | فراری              | ۷۸       |
| ۲    | ۵      | استون مارتین-مرسدس | ۱۹       |